# Antonio Della Rossa

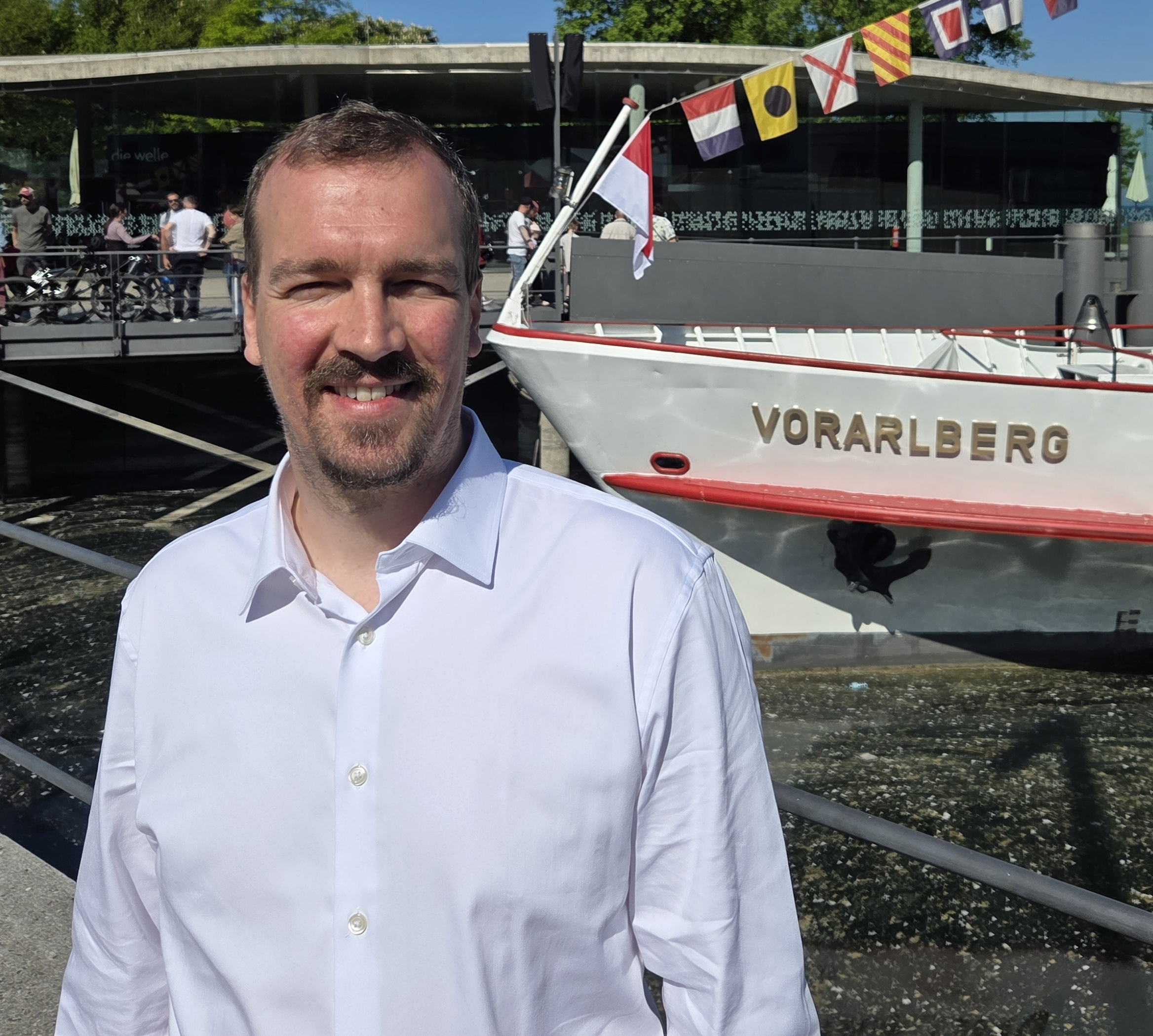
1. Maiveranstaltung in Bregenz (2025)

Antonio Della Rossa (* 15. Jänner 1982 in Feldkirch) ist ein österreichischer Politiker (SPÖ). Della Rossa wurde bei der Nationalratswahl 2024 im Landeswahlkreis Vorarlberg als Abgeordneter zum österreichischen Nationalrat gewählt.

## Ausbildung und Beruf
Antonio Della Rossa wurde 1982 in der Bezirkshauptstadt Feldkirch geboren. Er studierte von 2004 bis 2010 an der Universität Innsbruck Politikwissenschaft und von 2008 bis 2009 Internationale Beziehungen und Angelegenheiten an der Universität Bologna. Er reichte zum Studienabschluss an der Universität Innsbruck eine Diplomarbeit zum Thema Institutioneller Rassismus in Österreich ein.
Ab 2018 war Antonio Della Rossa als Jugendarbeiter in der Offenen Jugendarbeit Montafon tätig, 2023 machte er sich als Politikberater mit einer eigenen Agentur in Bludenz selbständig.

## Politischer Werdegang
Ab 2015 engagierte sich Antonio Della Rossa in der Stadtpartei der SPÖ Bludenz. In diesem Jahr wurde er nach der Stadtvertretungswahl 2015 auch Mitglied der Bludenzer Stadtvertretung für die SPÖ. Im Oktober 2022 wurde Della Rossa um Stadtparteiobmann der SPÖ Bludenz gewählt.
Für die Nationalratswahl 2024 kandidierte Antonio Della Rossa auf dem ersten Platz der SPÖ-Landesliste. Die SPÖ konnte bei der Wahl am 29. September 2024 im Landeswahlkreis Vorarlberg ein Grundmandat erreichen, welches Antonio Della Rossa als Listenerstem der Landesparteiliste zufiel. Er ist daher im Nationalrat der XXVIII. Gesetzgebungsperiode der einzige SPÖ-Mandatar aus Vorarlberg und damit indirekter Nachfolger des bisherigen Vorarlberger SPÖ-Nationalratsabgeordneten Reinhold Einwallner.